# Carnevale
Il Carnevale è una festa mobile e un periodo dell'anno che precede il tempo liturgico della Quaresima, che dura da febbraio a marzo e prevede celebrazioni pubbliche, tra cui eventi come parate, giochi di strada e altri intrattenimenti, che combinano alcuni elementi di un circo.
Costumi e maschere consentono alle persone di mettere da parte la loro individualità quotidiana e sperimentare un accresciuto senso di unità sociale. Il Carnevale è noto anche per essere un momento di grande indulgenza con il consumo eccessivo di alcol, carne e altri alimenti che saranno messi da parte durante la Quaresima. Ad esempio, frittelle, zeppole, ciambelle e altri dolci vengono preparati e mangiati per l'ultima volta. Durante la Quaresima si mangiano meno prodotti animali e gli individui hanno la possibilità di fare un sacrificio quaresimale, rinunciando così a un certo oggetto o attività del desiderio fino a Pasqua.
Altre caratteristiche comuni del Carnevale includono battaglie simulate con i coriandoli, espressioni di satira sociale, costumi grotteschi, e un generale capovolgimento delle regole e delle norme quotidiane. La tradizione italiana di indossare maschere risale al Carnevale di Venezia nel XV secolo e per secoli è stata un'ispirazione per la commedia dell'arte.

## Storia

### Etimologia
Secondo la più accreditata interpretazione la parola 'carnevale' deriverebbe dal latino carnem levare ("eliminare la carne"), poiché indicava il banchetto che si teneva l'ultimo giorno di Carnevale (martedì grasso), subito prima del periodo di astinenza e digiuno della Quaresima. In alternativa si è ipotizzato che il termine possa invece aver tratto origine dall'espressione latina carne levamen (avente l'analogo significato di "eliminazione della carne"), oppure dalla parola carnualia ("giochi campagnoli") o ancora dalla locuzione carrus navalis ("nave su ruote", quale esempio di carro carnevalesco) se non addirittura da currus navalis ("corteo navale"), usanza di origine pagana e occasionalmente sopravvissuta fino al XVIII secolo tra i festeggiamenti del periodo. Le prime testimonianze dell'uso del vocabolo "carnevale" (detto anche "carnevalo") vengono dai testi del giullare Matazone da Caligano alla fine del XIII secolo e del novelliere Giovanni Sercambi verso il 1400.
Secondo l'antropologia, la parola carnevale deriverebbe dal latino carnal vale ("carnale addio"), derivazione che si può ipotizzare tenendo conto delle numerose leggende dello ius primae noctis e al periodo carnevalesco (vedi la leggenda della Mugnaia di Ivrea o quella della Lechera di Rocca Grimalda, oppure ancora della leggenda della Michetta di Dolceacqua; ancora, quella di Corvo de Corvis a Roccascalegna), nonché alle usanze e riti orgiastici legati ai baccanali (poste nel mese di marzo, cioè quando per i latini iniziava un nuovo anno). Tutte le leggende prevedono l'uccisione, ossia la fine, di colui che ha il potere di dare con un atto carnale la nuova vita. Il carnevale o carnalvale, non sarebbe altro che il simbolo di una fine (l'addio, in latino vale) che segna un nuovo inizio, come l'atto sessuale (carnale) non è altro che un concepimento e l'inizio di una nuova vita.
I festeggiamenti maggiori avvengono il giovedì grasso e il martedì grasso, ossia l'ultimo giovedì e l'ultimo martedì prima dell'inizio della Quaresima. In particolare il martedì grasso è il giorno di chiusura dei festeggiamenti carnevaleschi, dato che la Quaresima nel rito romano inizia con il Mercoledì delle ceneri.

### Origine
I caratteri della celebrazione del carnevale hanno origini in festività molto antiche, come per esempio le Dionisie greche e i Saturnali romani, durante le quali si realizzava un temporaneo scioglimento dagli obblighi sociali e dalle gerarchie per lasciar posto al rovesciamento dell'ordine, allo scherzo e anche alla dissolutezza. Da un punto di vista storico e religioso il carnevale rappresentò, dunque, un periodo di festa ma soprattutto di rinnovamento simbolico, durante il quale il caos sostituiva l'ordine costituito, che però una volta esaurito il periodo festivo, riemergeva nuovo o rinnovato e garantito per un ciclo valido fino all'inizio del carnevale seguente. Il ciclo preso in considerazione è, in pratica, quello dell'anno solare. Nel mondo antico romano la festa in onore della dea egizia Iside, importata anche nell'Impero romano, comporta la presenza di gruppi mascherati, come attesta lo scrittore Lucio Apuleio nel romanzoLucio o l'asino (libro XI). Presso i Romani la fine del vecchio anno era rappresentata da un uomo coperto di pelli di capra, portato in processione, colpito con bacchette e chiamato Mamurio Veturio.
Durante le antesterie passava il carro di colui che doveva restaurare il cosmo dopo il ritorno al caos primordiale. In Babilonia poco dopo l'equinozio primaverile veniva riattualizzato il processo originario di fondazione del cosmo, descritto miticamente dalla lotta del dio salvatore Marduk con il drago Tiamat che si concludeva con la vittoria del primo. Durante queste cerimonie si svolgeva una processione nella quale erano allegoricamente rappresentate le forze del caos che contrastavano la ri-creazione dell'universo, cioè il mito della morte e risurrezione di Marduk, il salvatore.
Nel corteo c'era anche una nave a ruote su cui il dio Luna e il dio Sole percorrevano la grande via della festa - simbolo della parte superiore dello Zodiaco - verso il santuario di Babilonia, simbolo della terra. Questo periodo, che si sarebbe concluso con il rinnovamento del cosmo, veniva vissuto con una libertà sfrenata e un capovolgimento dell'ordine sociale e morale. Il noto storico delle religioni Mircea Eliade scrive nel saggio Il Mito dell'Eterno Ritorno: "Ogni Nuovo Anno è una ripresa del tempo al suo inizio, cioè una ripetizione della cosmogonia. I combattimenti rituali fra due gruppi di figuranti, la presenza dei morti, i saturnali e le orge, sono elementi che denotano che alla fine dell'anno e nell'attesa del Nuovo Anno si ripetono i momenti mitici del passaggio dal Caos alla Cosmogonia".
Più oltre Eliade afferma che "allora i morti potranno ritornare, poiché tutte le barriere tra morti e vivi sono rotte (il caos primordiale non è riattualizzato?) e ritorneranno giacché in questo momento paradossale il tempo sarà annullato ed essi potranno di nuovo essere contemporanei dei vivi". Le cerimonie carnevalesche, diffuse presso i popoli indoeuropei, mesopotamici, nonché di altre civiltà, hanno perciò anche una valenza purificatoria e dimostrano il "bisogno profondo di rigenerarsi periodicamente abolendo il tempo trascorso e riattualizzando la cosmogonia".
Eliade scrive che "l'orgia è anch'essa una regressione nell’oscuro, una restaurazione del caos primordiale; in quanto tale, precede ogni creazione, ogni manifestazione di forme organizzate". L'autore aggiunge poi che "sul livello cosmologico l'orgia corrisponde al Caos o alla pienezza finale; nella prospettiva temporale, l'orgia corrisponde al Grande Tempo, all'istante eterno, alla non - durata. La presenza dell'orgia nei cerimoniali che segnano divisioni periodiche del tempo tradisce una volontà di abolizione integrale del passato mediante l'abolizione della Creazione.
La confusione delle forme è illustrata dallo sconvolgimento delle condizioni sociali (nei Saturnali lo schiavo è promosso padrone, il padrone serve gli schiavi; in Mesopotamia si deponeva e si umiliava il re, ecc.), dalla sospensione di tutte le norme, ecc. Lo scatenarsi della licenza, la violazione di tutti i divieti, la coincidenza di tutti i contrari, ad altro non mirano che alla dissoluzione del mondo - la comunità è l'immagine del mondo - e alla restaurazione dell'illud tempus primordiale ("quel tempo", il Grande Tempo mitico e a - storico delle origini; N.d.A.), che è evidentemente il momento mitico del principio (caos) e della fine (diluvio universale o ekpyrosis, apocalisse). Il significato cosmologico dell'orgia carnascialesca di fine d'anno è confermato dal fatto che al Caos segue sempre una nuova creazione del Cosmo".

Il carnevale si inquadra quindi in un ciclico dinamismo di significato mitico: è la circolazione degli spiriti tra cielo, terra e inferi. Il Carnevale riconduce a una dimensione metafisica che riguarda l'uomo e il suo destino. In primavera, quando la terra comincia a manifestare la propria energia, il Carnevale segna un passaggio aperto tra gli inferi e la terra abitata dai vivi (anche Arlecchino ha una chiara origine infera). Le anime, per non diventare pericolose, devono essere onorate e per questo si prestano loro dei corpi provvisori: essi sono le maschere che hanno quindi spesso un significato apotropaico, in quanto chi le indossa assume le caratteristiche dell'essere "soprannaturale" rappresentato.

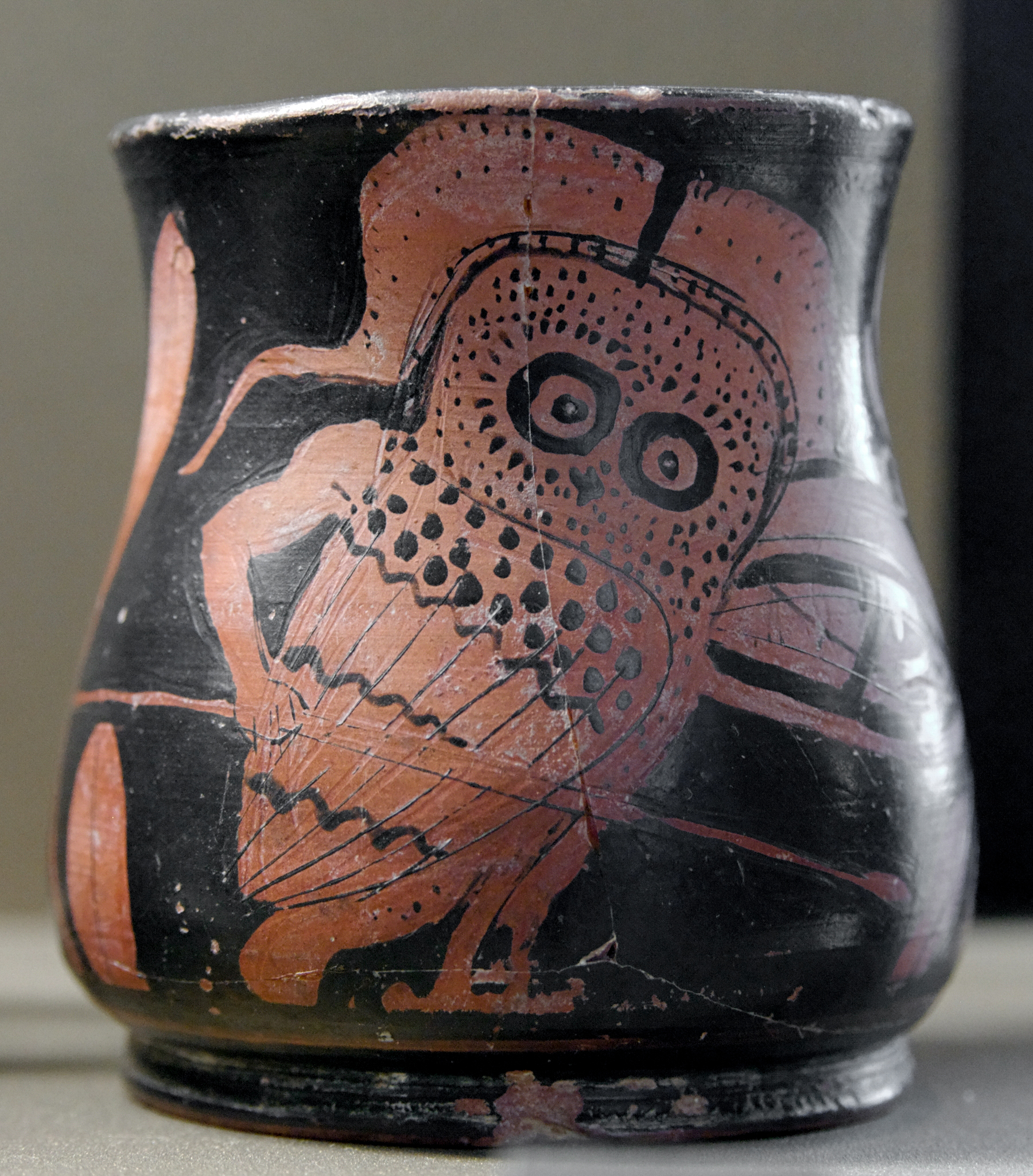
Oinochoe raffigurante la sfilata di un gufo armato durante la celebrazione delle Antesterie (410–390 a.C.).

Queste forze soprannaturali creano un nuovo regno della fecondità della Terra e giungono a fraternizzare allegramente tra i viventi. “Le maschere che incarnano gli antenati, le anime dei morti che visitano cerimonialmente i vivi (Giappone, mondo germanico, ecc.), sono anche il segno che le frontiere sono state annientate e sostituite in seguito alla confusione di tutte le modalità. In questo intervallo paradossale fra due tempi (= fra due Cosmi), diventa possibile la comunicazione tra vivi e morti, cioè fra forme realizzate e il preformale, il larvale”. Il carattere infernale e diabolico delle maschere è riconoscibile in particolare in certe maschere come il già citato Arlecchino (maschera policroma e fiammante vestito a losanghe policrome), Pulcinella (volto metà bianco e metà nero e camice bianco), Zanni (tunica e calzoni bicolori). Tra le maschere regionali italiane che maggiormente testimoniano l'origine infero-demoniaca ci sono i mamuthones e gli issohadores in Sardegna.
Alla fine il tempo e l'ordine del cosmo, sconvolti nella tradizione carnevalesca, vengono ricostituiti (nuova Creazione) con un rituale di carattere purificatorio comprendente un "processo", una "condanna", la lettura di un "testamento" e un "funerale" del carnevale il quale spesso comporta il bruciamento del "Re carnevale" rappresentato da un fantoccio (altre volte l'immagine - simbolo del carnevale è annegata o decapitata). Tale cerimonia avviene in molte località italiane, europee ed extraeuropee (sulla morte rituale del carnevale si veda anche Il ramo d'oro di James George Frazer). Il processo e la messa a morte del Carnevale, sul quale si addossano tutti i mali della comunità, è la parodia di un vero e proprio processo con imputato, avvocato difensore, pubblico ministero ed altri personaggi. Il Carnevale fa testamento, ma altre volte il testamento viene fatto da un suo equivalente.
“La ripetizione simbolica della cosmogonia, che segue all'annientamento simbolico del mondo vecchio, rigenera il tempo nella sua totalità”.
Più prosaica l'analisi dell'antropologo sociale James C. Scott, che individua nel carnevale una parentesi volta a ribadire chi detiene in fondo il potere nel resto dell'anno, a guisa di panem et circenses.
Nel XV e XVI secolo, a Firenze i Medici organizzavano grandi mascherate su carri chiamate "trionfi" e accompagnate da canti carnascialeschi, cioè canzoni a ballo di cui anche Lorenzo il Magnifico fu autore. Celebre è Il trionfo di Bacco e Arianna scritto proprio dal Magnifico. Nella Roma del regno pontificio si svolgevano invece la corsa dei barberi (cavalli da corsa) e la "gara dei moccoletti" accesi che i partecipanti cercavano di spegnersi reciprocamente.
Nella storia dell'arte, famosa opera pittorica è la Lotta tra Carnevale e Quaresima del pittore olandese Pieter Bruegel il Vecchio. Personaggi mascherati del carnevale veneziano sono presenti in vari dipinti del Settecento veneziano di Canaletto, Francesco Guardi e negli interni di Pietro Longhi. Il Carnevale non termina ovunque il Martedì grasso: fanno eccezione il Carnevale di Viareggio, il Carnevale di Ovodda, il carnevale di Poggio Mirteto, il carnevale di Borgosesia e il Carnevalone di Chivasso. Anche il Carnevale di Foiano della Chiana termina la domenica dopo le Ceneri. In diversi Carnevali il martedì grasso si rappresenta, spesso con un falò, la "morte di Carnevale".
L'antica tradizione del carnevale si è mantenuta anche dopo l'avvento del Cristianesimo: anche a Roma stessa, capitale del Cristianesimo, la maggiore festa pubblica tradizionale è stata il Carnevale Romano fino alla sua soppressione negli anni successivi all'Unità d'Italia. In alcune aree centro-europee è maggiormente legato ad aree di tradizione cattolica rispetto a quelle protestanti, come nel caso della regione storica tedesca del Baden, divenuta parte del Land del Baden-Württemberg fin dopo l'avvento della Repubblica di Weimar.

## Data
Dato che non esiste un annuncio di inizio, il carnevale comincia un po' in sordina con la presenza di coriandoli sulle strade e qualche bambino mascherato; ma se vogliamo indicare una data precisa questa potrebbe coincidere con la I domenica del Tempo Ordinario (fine del Tempo liturgico di Natale), cioè la prima domenica dopo l'Epifania, tra il 7 e il 13 gennaio. Le feste popolari di tradizione pagana di solito nella storia sono state regolamentate dalla Chiesa, che le ha spesso assimilate e convertite in feste cristiane. 
Ma la tradizione popolare fissa l'inizio del periodo carnevalesco immediatamente dopo la solennità del Natale, cioè il 26 dicembre giorno di santo Stefano; tuttavia nella maggioranza delle tradizioni contadine in italia il primo giorno di Carnevale viene celebrato il 17 gennaio festa di sant'Antonio Abate. La fine del Carnevale coincide invece con il martedì grasso, il giorno che precede il mercoledì delle ceneri che segna l'inizio della Quaresima, con l'eccezione del carnevale ambrosiano (che termina nel giorno di sabato, in quanto la Quaresima comincia dalla prima domenica) e della tradizione della Tabernella nell'arcidiocesi di Lucca (prima domenica di Quaresima). Il momento culminante si ha dal giovedì grasso fino al martedì, ultimo giorno di carnevale (Martedì grasso). Questo periodo, essendo collegato con la Pasqua (festa mobile), non ha ricorrenza annuale fissa ma variabile. In realtà la Pasqua cattolica può cadere dal 22 marzo al 25 aprile (calcolo della Pasqua) e intercorrono 46 giorni tra il Mercoledì delle ceneri e Pasqua. Ne deriva che in anni non bisestili martedì grasso cade dal 3 febbraio al 9 marzo. Per questo motivo i principali eventi si concentrano in genere tra i mesi di febbraio e marzo.
| Anno | Martedì grasso |
| ---- | -------------- |
| 2000 | 7 marzo        |
| 2001 | 27 febbraio    |
| 2002 | 12 febbraio    |
| 2003 | 4 marzo        |
| 2004 | 24 febbraio    |
| 2005 | 8 febbraio     |
| 2006 | 28 febbraio    |
| 2007 | 20 febbraio    |
| 2008 | 5 febbraio     |
| 2009 | 24 febbraio    |
| 2010 | 16 febbraio    |
| 2011 | 8 marzo        |
| 2012 | 21 febbraio    |
| 2013 | 12 febbraio    |
| 2014 | 4 marzo        |
| 2015 | 17 febbraio    |
| 2016 | 9 febbraio     |
| 2017 | 28 febbraio    |
| 2018 | 13 febbraio    |
| 2019 | 5 marzo        |
| 2020 | 25 febbraio    |
| 2021 | 16 febbraio    |
| 2022 | 1º marzo       |
| 2023 | 21 febbraio    |
| 2024 | 13 febbraio    |
| 2025 | 4 marzo        |
| 2026 | 17 febbraio    |
| 2027 | 9 febbraio     |
| 2028 | 29 febbraio    |
| 2029 | 13 febbraio    |
| 2030 | 5 marzo        |

Nel 1974 Joseph Ratzinger, il futuro Papa Benedetto XVI rimarcò che per i cattolici il Carnevale ha direttamente a che fare con il sentimento di "umanità" cristiana in quanto tale festa è "espressione di gioia".
Un'altra data speciale è quella del "giovedì di metà Quaresima". In questo giorno tradizionalmente è concesso festeggiare nuovamente una specie di Carnevale, spezzando così il lungo periodo della penitenza quaresimale. Un particolare gesto è quello di bruciare "La vecchia" (un fantoccio fatto di paglia e stracci che rappresenta l'inverno, il digiuno e l'anno vecchio) oppure di segarla a metà.   Questa usanza ancestrale di origine pagana sopravvive ancora in alcune località dell'arco alpino, nel territorio bergamasco, nel bresciano e in Toscana. A Bergamo la festa di Mezza Quaresima è stata traslata alla domenica successiva, nella quale si svolge pure una sfilata di carri e maschere che attraversa le vie della città bassa.

## Nel mondo

### Europa
Albania
- Carnevale di Korça
- Carnevale di Elbasan
- Carnevale di Scutari

Austria
- Carnevale di Villach, in Carinzia

Belgio
- Carnevale di Aalst, nelle Fiandre Orientali

Croazia
- Carnevale di Fiume

Cipro
- Carnevale di Cipro, a Limassol

Danimarca
- Carnevale di Aalborg

Francia
- Carnevale d'Annecy
- Carnevale di Dunkerque
- Carnevale di Granville
- Carnevale di Nizza
- Carnevale di Parigi
- Carnevale di Sartene

Germania

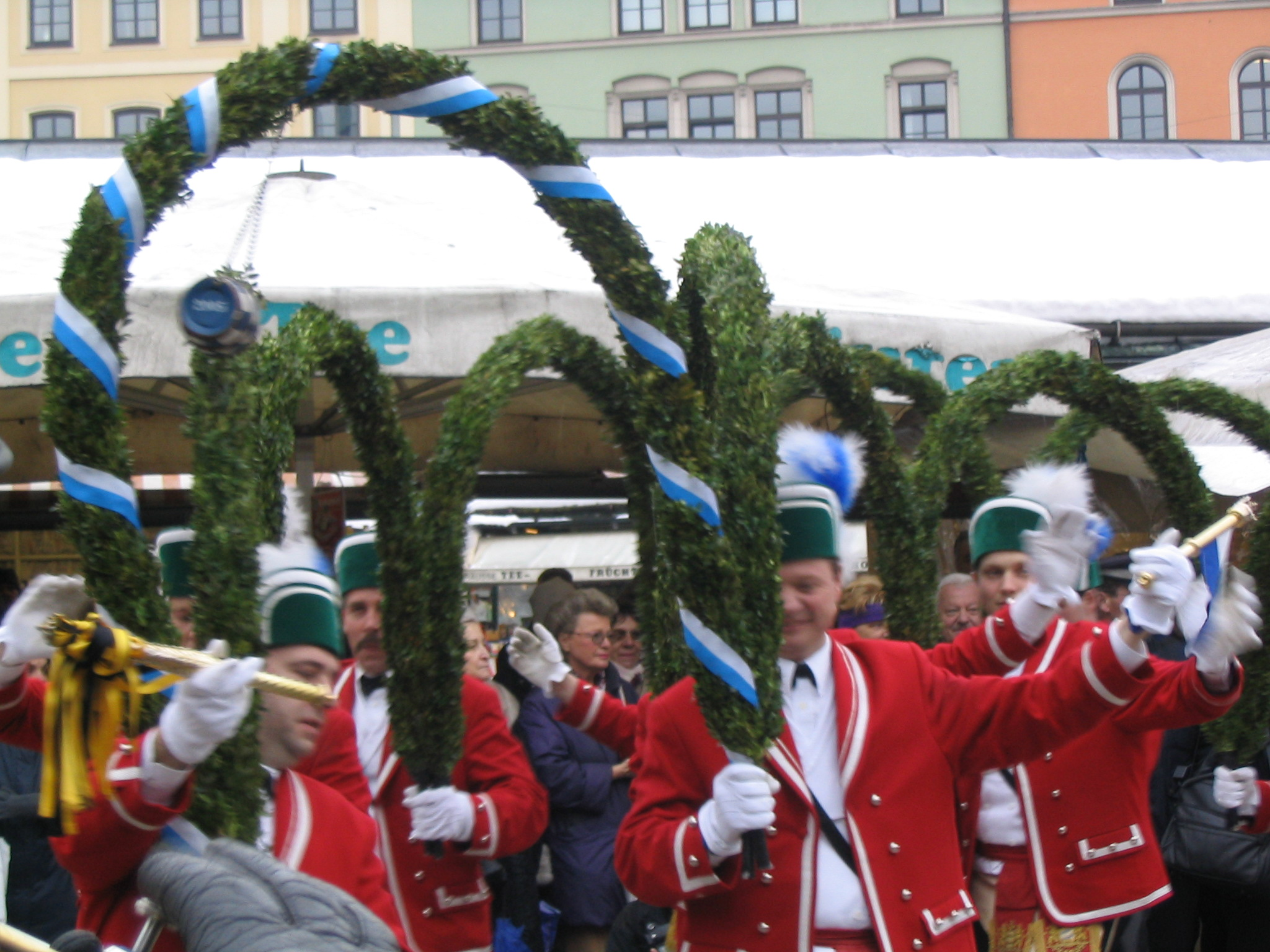
Germania: Carnevale di Monaco di Baviera

- Carnevale di Colonia (Kölner Karneval)
- Carnevale di Düsseldorf
- Carnevale di Magonza (Mainzer Fastnacht)
- Carnevale di Monaco di Baviera

Grecia
Pur essendo un paese di tradizione ortodossa e non cattolica, anche in Grecia le celebrazioni carnevalesche sono molto diffuse. Alcune fonti sostengono che queste abbiano origine in antichi riti dionisiaci, ma i principali carnevali attualmente esistenti hanno avuto inizio soltanto tra il XIX secolo e l'inizio del XX secolo e prevalentemente in città con stretti legami culturali e commerciali con l'Italia, come Patrasso, oppure direttamente sotto secolare controllo veneziano, come nel caso di Retimo. Il periodo delle αποκριές (apokries, letteralmente "allontarsi dalla carne") inizia dieci settimane prima della Pasqua ortodossa e culmina nelle feste mascherate e nelle sfilate di carri che si svolgono l'ultima domenica prima dell'inizio della quaresima.
- Carnevale di Patrasso
- Carnevale di Retimo
- Carnevale di Xanthi

Italia

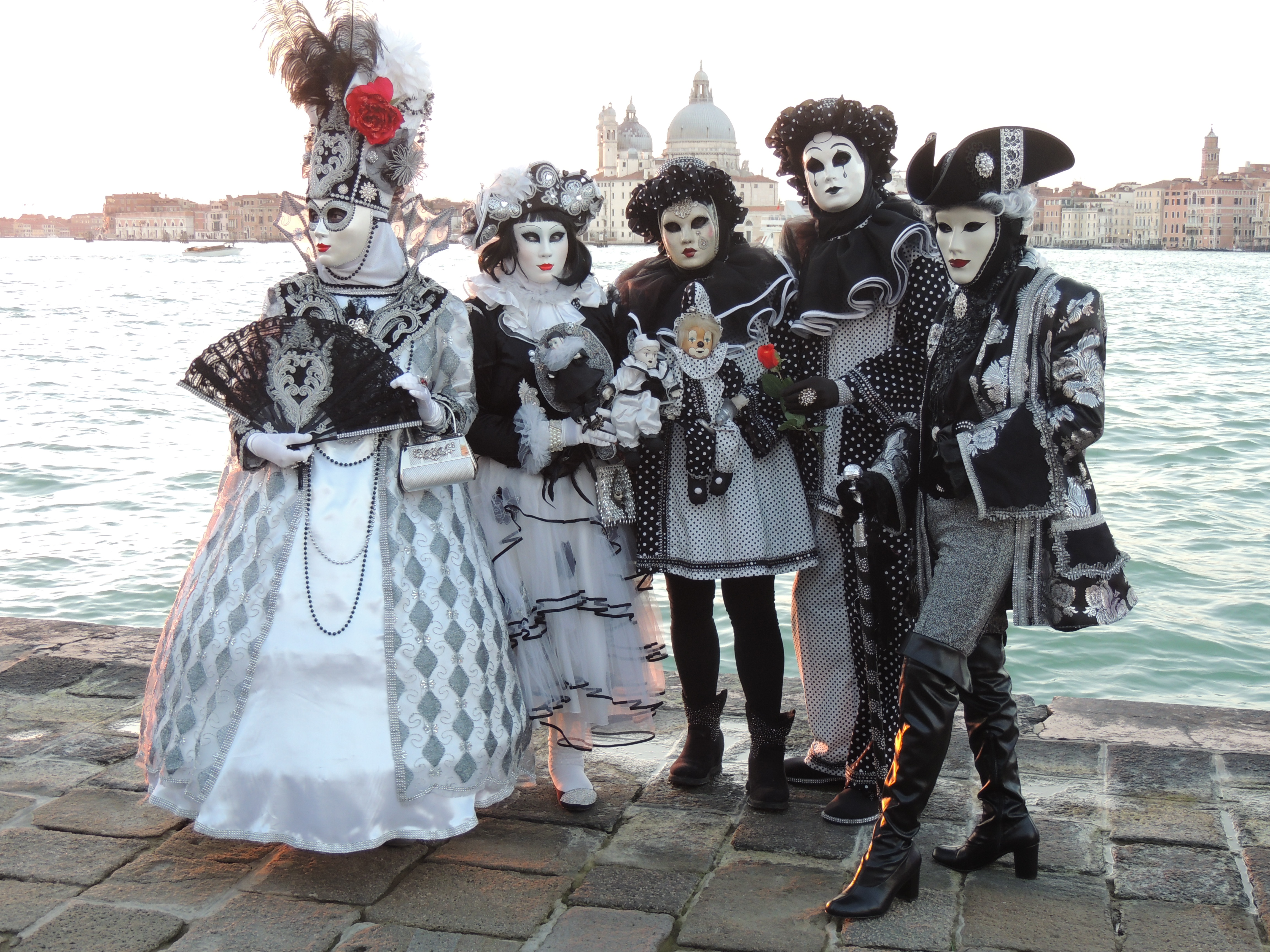
Italia: Carnevale di Venezia

Soprattutto il Carnevale di Venezia e il Carnevale di Viareggio, ma anche il Carnevale di Acireale ed il Carnevale di Ivrea, hanno una fama che travalica i confini nazionali e sono meta di turisti provenienti sia dall'Italia, sia dall'estero.
- Carnevale di Viareggio
- Carnevale di Venezia
- Carnevale di Acireale
- Carnevale di Ivrea
- Maimulu a Gairo
- Carnevale di Mamoiada

Portogallo
- Carnevale di Funchal
- Carnevale di Torres Vedras

Regno Unito
Il Carnevale di Notting Hill, Londra (Regno Unito), festa che non si celebra nel periodo di Carnevale, ma in Agosto e dunque la sua relazione con il carnevale è solo nel nome, dovuto al fatto che la sfilata è guidata dai membri della comunità delle Indie occidentali londinesi.
Russia
Non essendo un paese di tradizione cattolica, ma ortodossa, non vi si celebra il Carnevale, al quale però corrisponde la festa di Maslenitsa, legata al digiuno ecclesiastico nella Chiesa ortodossa, corrispondente in parte alla quaresima cattolica.
Slovenia
- Kurentovanje, a Ptuj
- Circhina

Spagna
- Carnevale di Santa Cruz de Tenerife, il secondo carnevale del mondo dopo Rio
- Carnevale di Las Palmas de Gran Canaria
- Carnevale di Vilanova i la Geltrú
- Carnevale di Cadice

Svizzera

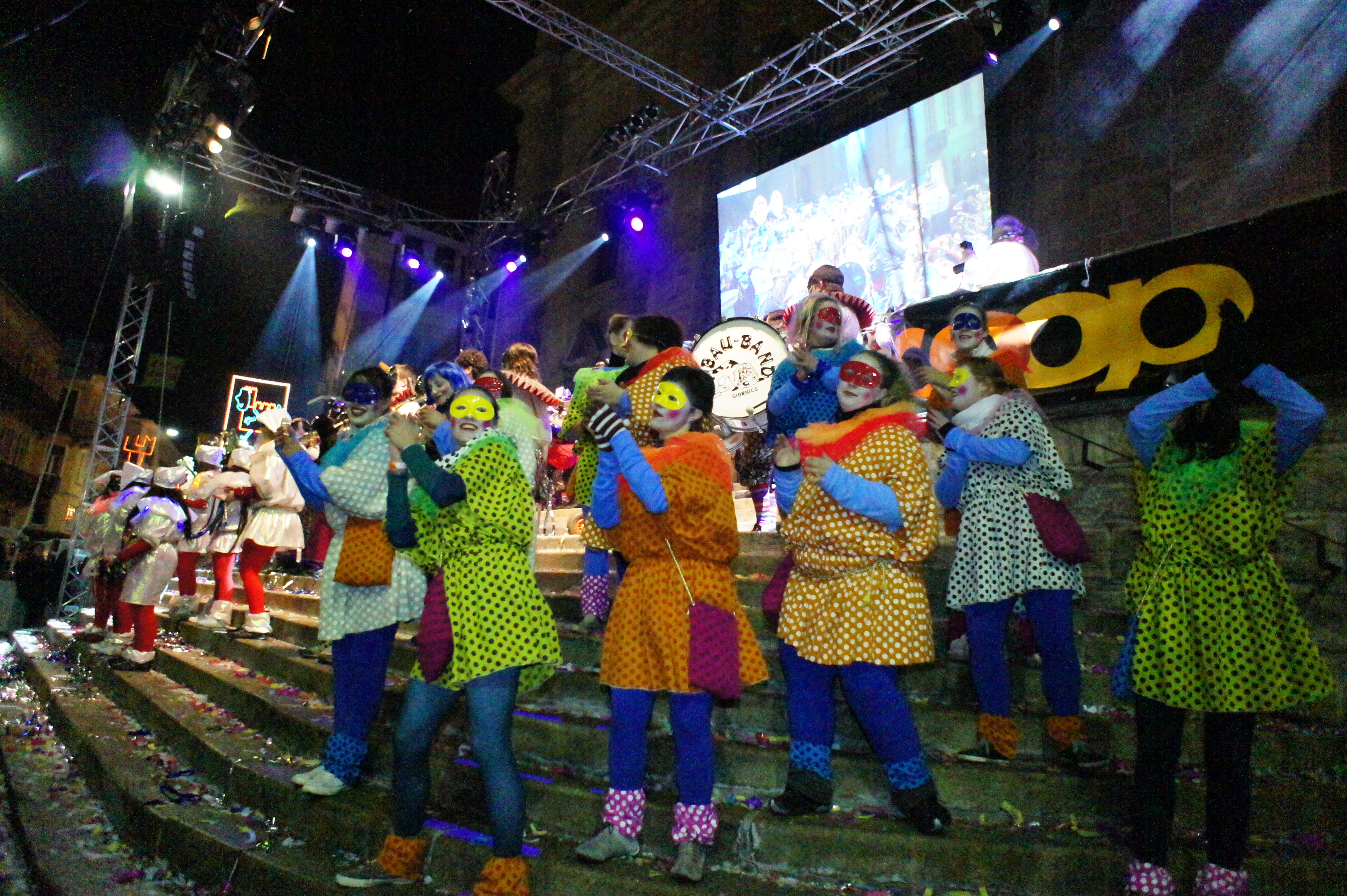
Svizzera: Carnevale di Bellinzona

- Rabadan, il carnevale di Bellinzona (Ticino)
- Carnevale biaschese di Re Naregna, a Biasca (Ticino)
- Lingera, il carnevale di Roveredo (Grigioni)
- Or Penagin, il carnevale di Tesserete (Ticino)
- Nebiopoli, il carnevale di Chiasso (Ticino)
- Carnevale di Basilea, a Basilea
- Carnevale di Lucerna, a Lucerna

Ungheria
- Carnevale di Ungheria (Mohácsi busójárás, cioè magyar karnevál)

### America
Argentina
- Carnaval de la Quebrada de Humahuaca, Tilcara
- Carnaval de Gualeguaychú, a Gualeguaychú

Brasile

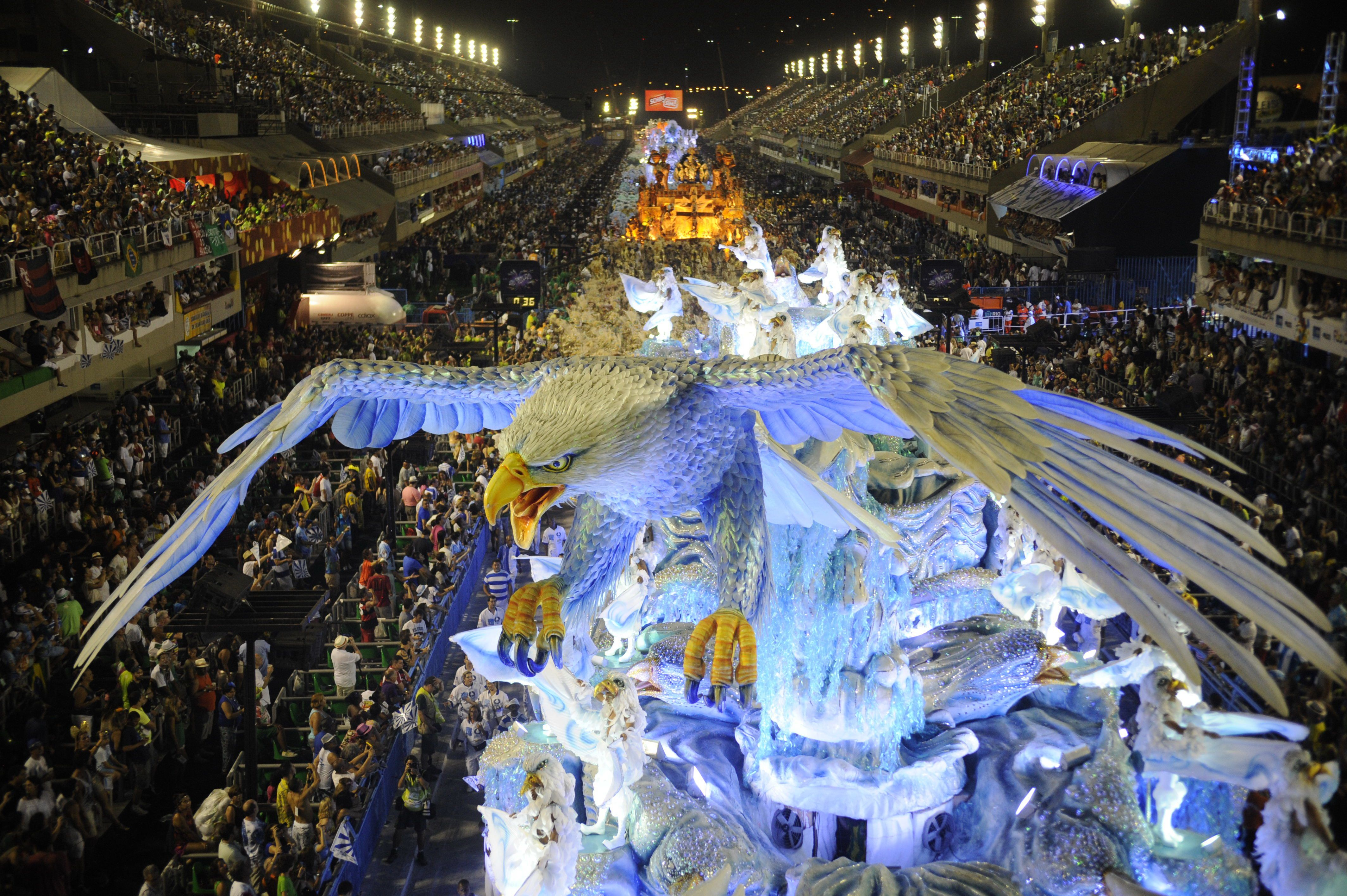
Brasile: Carnevale di Rio

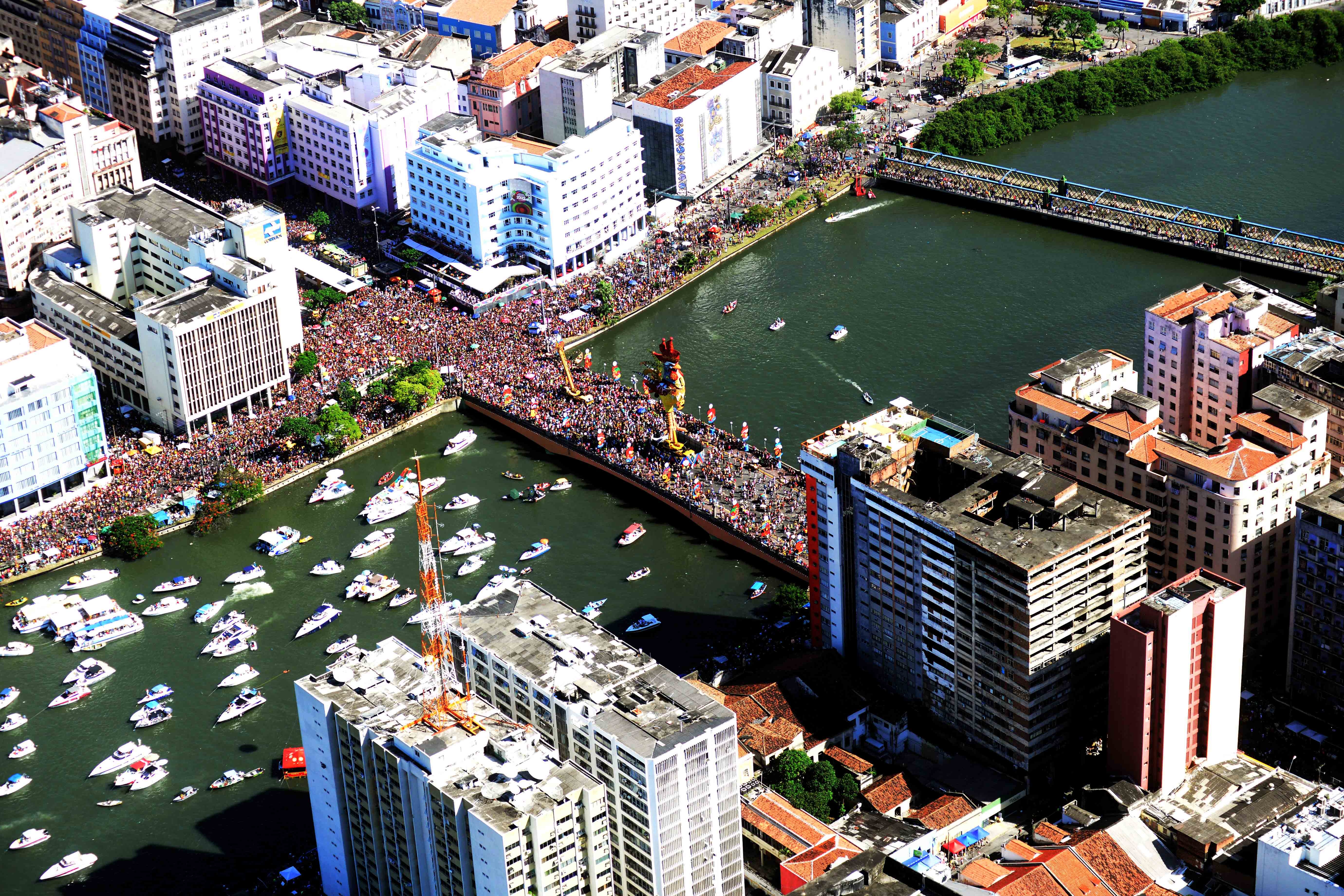
Brasile: Carnevale di Recife

- Carnevale di Rio, a Rio de Janeiro, il più importante e il più conosciuto al mondo.
- Carnaval di Recife, a Recife
- Carnevale di Olinda, a Olinda
- Carnevale di Salvador, a Salvador, Bahia

Bolivia
- Carnevale di Oruro

Canada
- Carnevale di Quebec

Colombia
- Carnevale di Barranquilla, a Barranquilla
- Carnevale di Bogotá, a Bogotà
- Carnevale dei Neri e dei Bianchi, a Pasto

Cuba
- Carnevale di Santiago de Cuba

Panama
- Carnevale di Panamá, Las Tablas, Panama

Stati Uniti

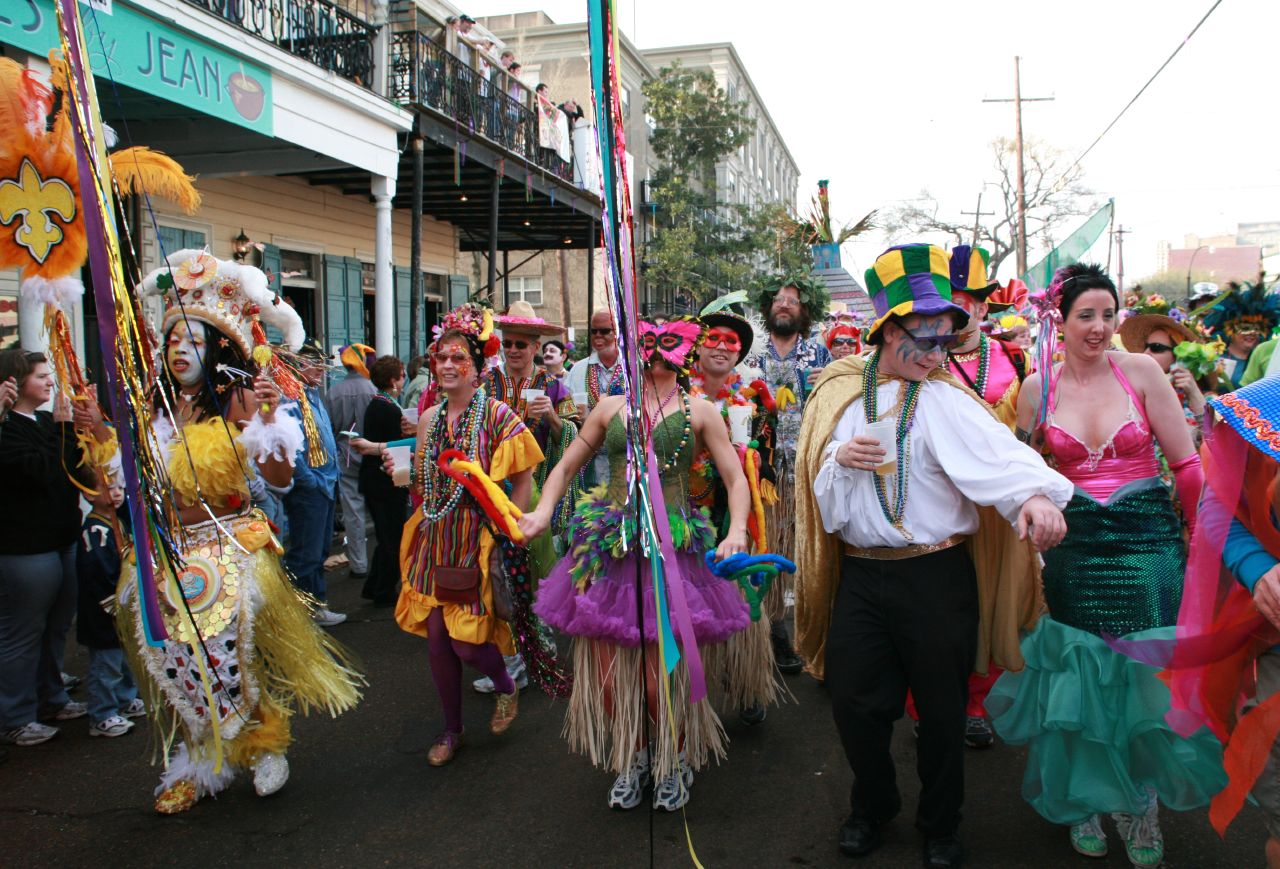
2007 Carnevale di New Orleans

- Carnevale di San Francisco, a San Francisco, California
- Carnevale di New Orleans, a New Orleans, Louisiana

Trinidad e Tobago
- Carnevale di Trinidad e Tobago, con i riti Canboulay e l'insieme delle manifestazioni da esso derivate sono espressioni del Carnevale Caraibico.

## Galleria d'immagini

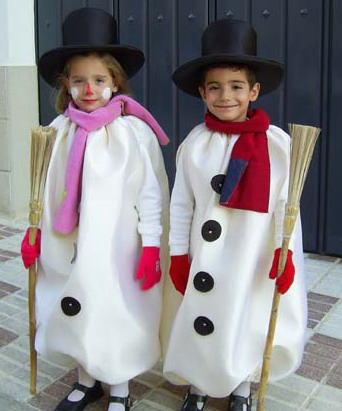
Bambini in maschera
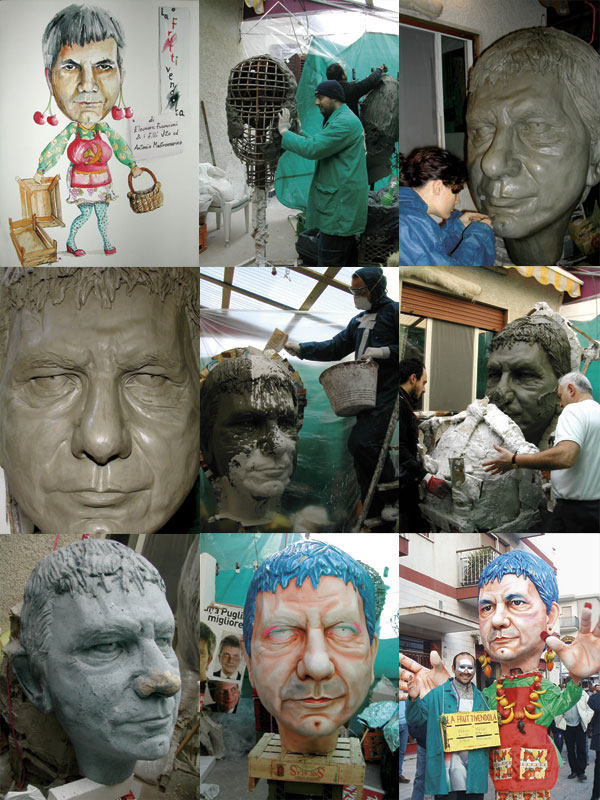
Costruzione di una maschera in cartapesta, dal bozzetto alla colorazione al Carnevale di Massafra
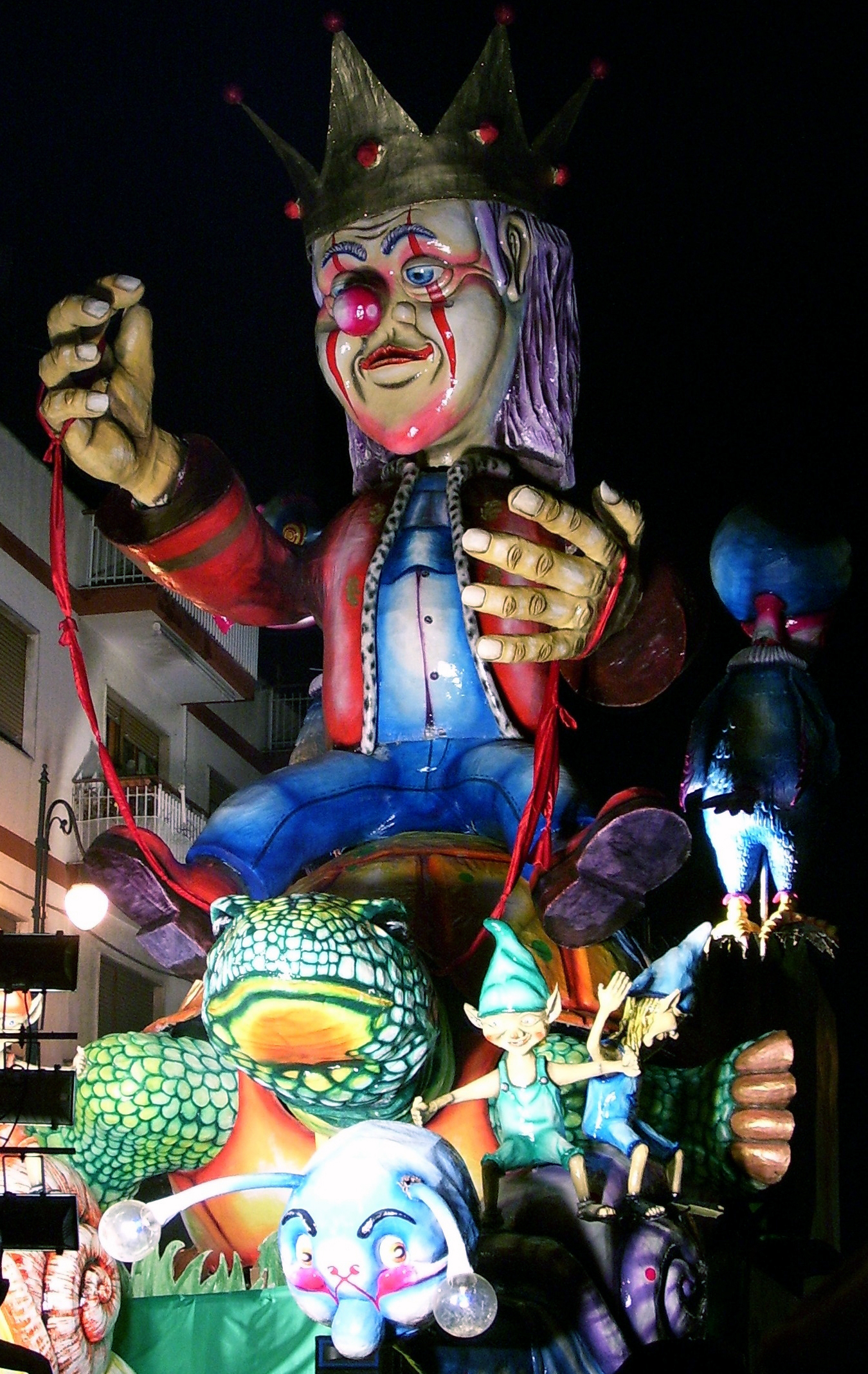
Carro allegorico carnascialesco al Carnevale di Massafra
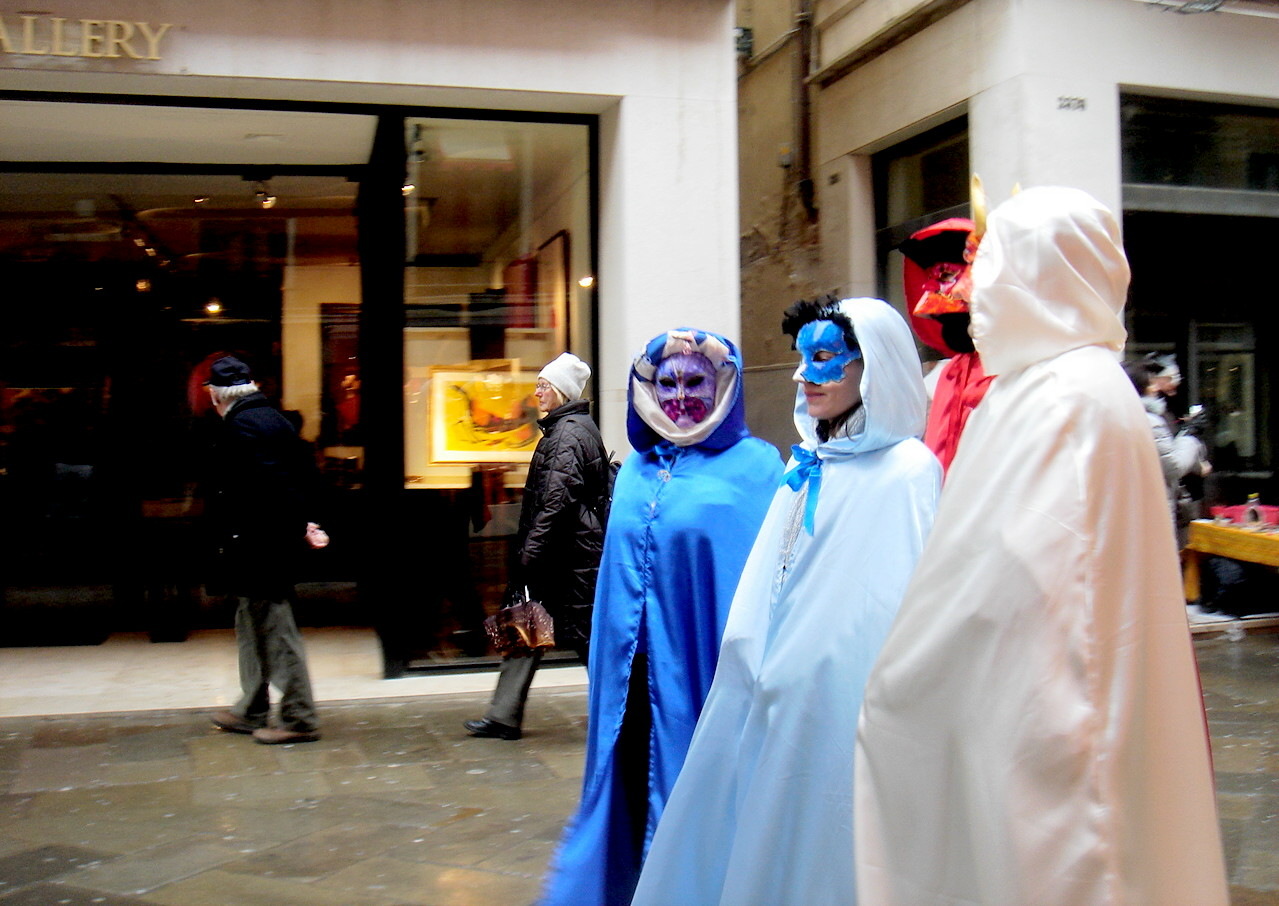
Maschere al Carnevale di Venezia
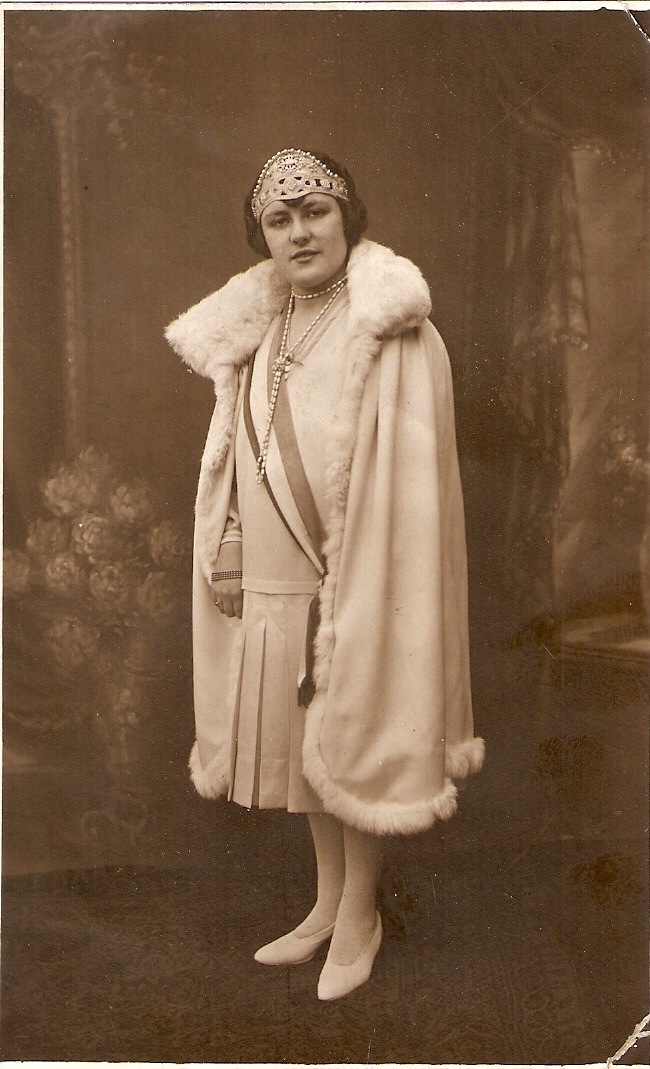
La Mugnaia dello storico Carnevale di Azeglio (TO) del 1929
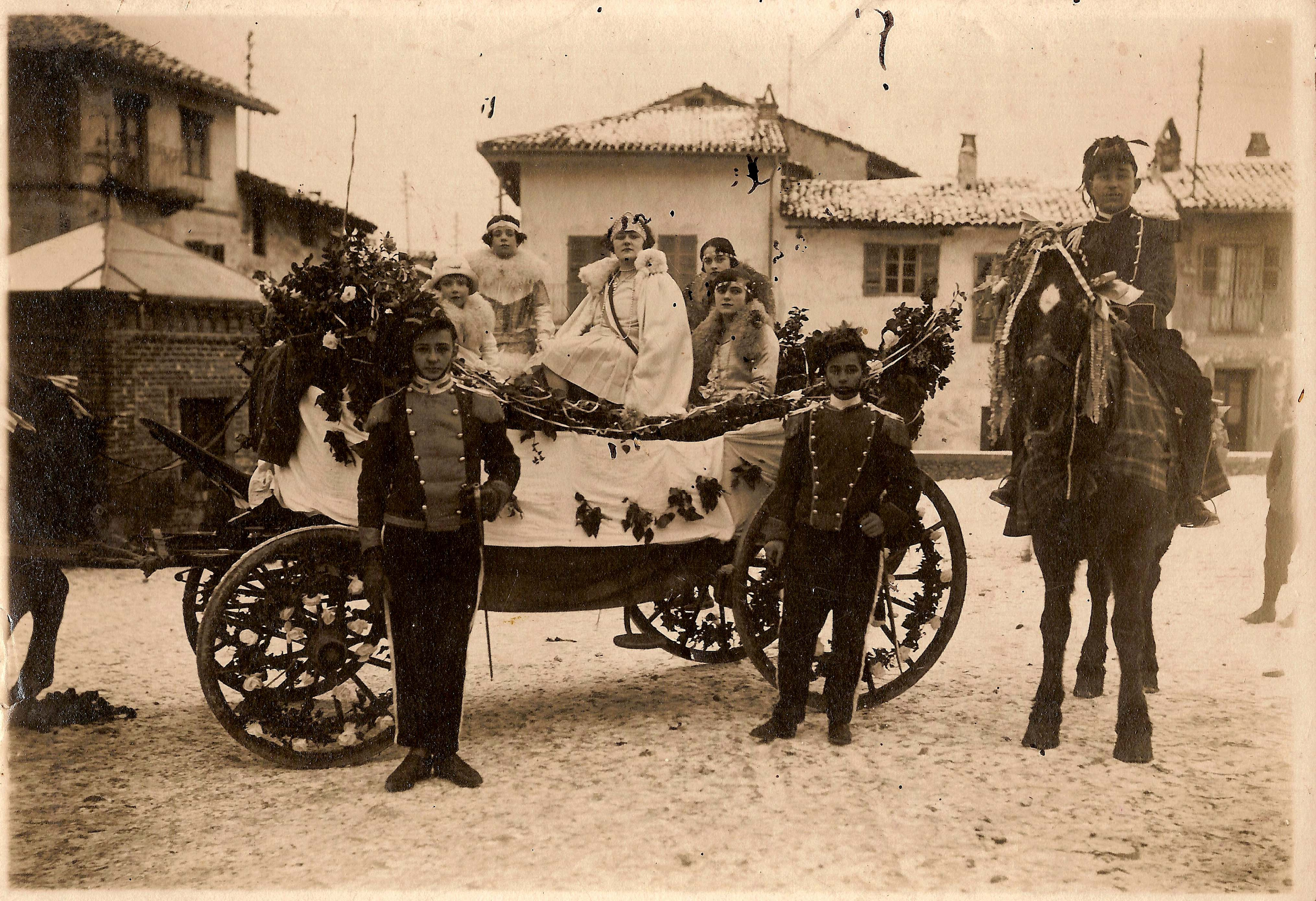
Il carro della Mugnaia nella piazza di Azeglio (TO), 1929
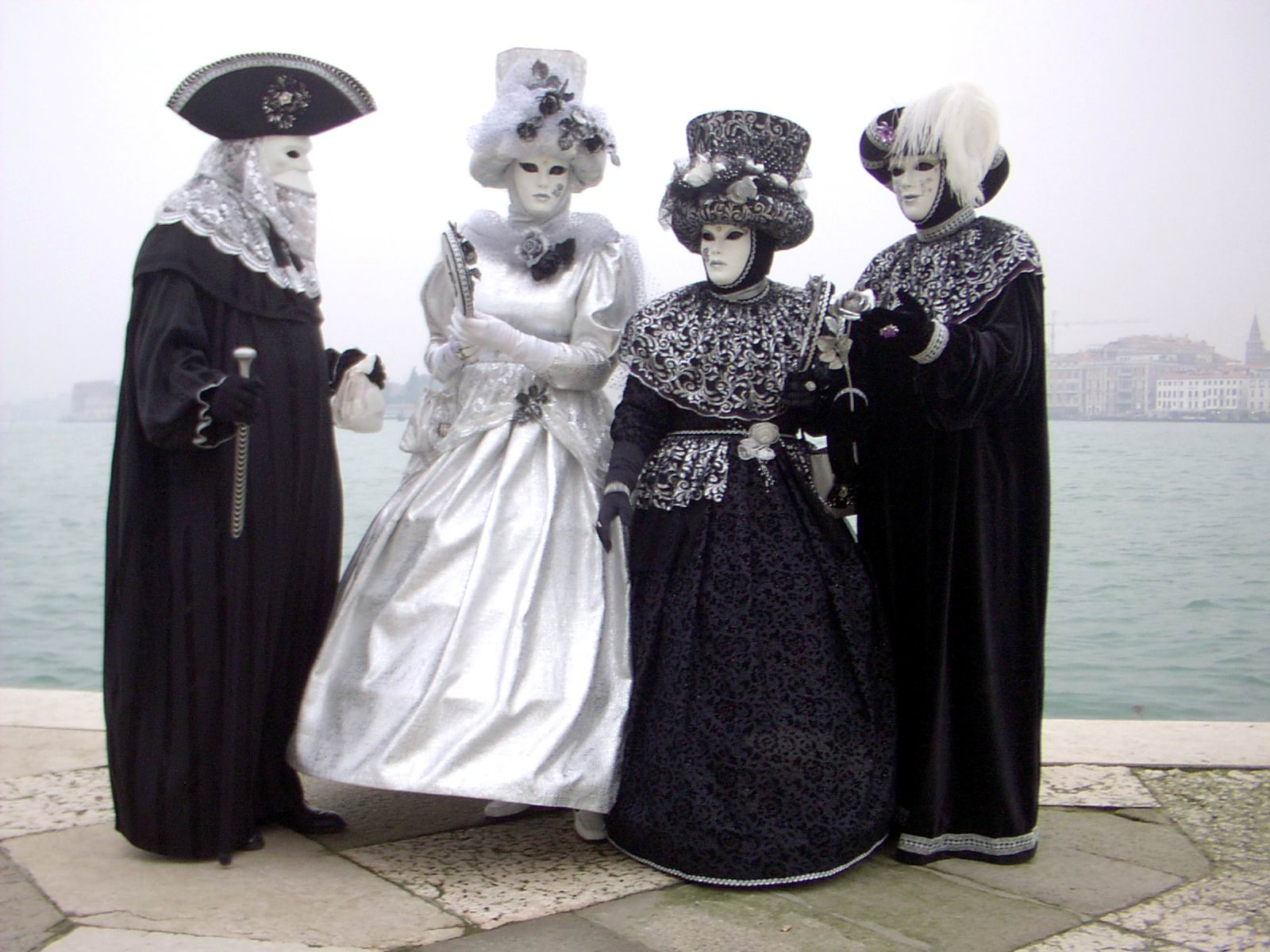
Maschere al Carnevale di Venezia.
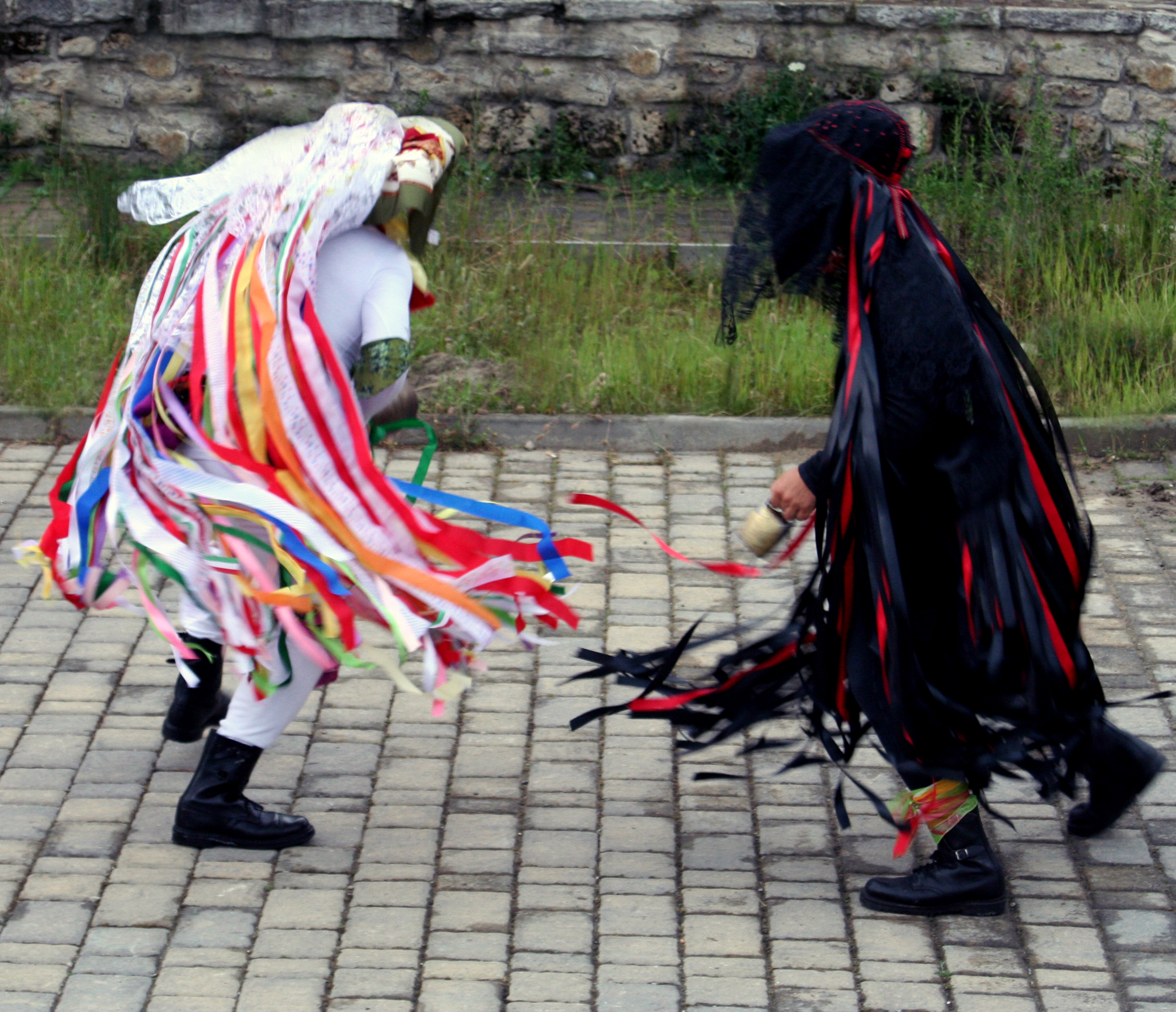
Le maschere di Tricarico - "Scaramucce" tra mucca e toro
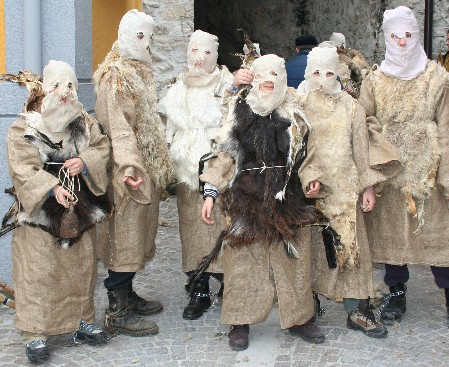
Le popolari maschere degli "Orsi" al carnevale di Satriano
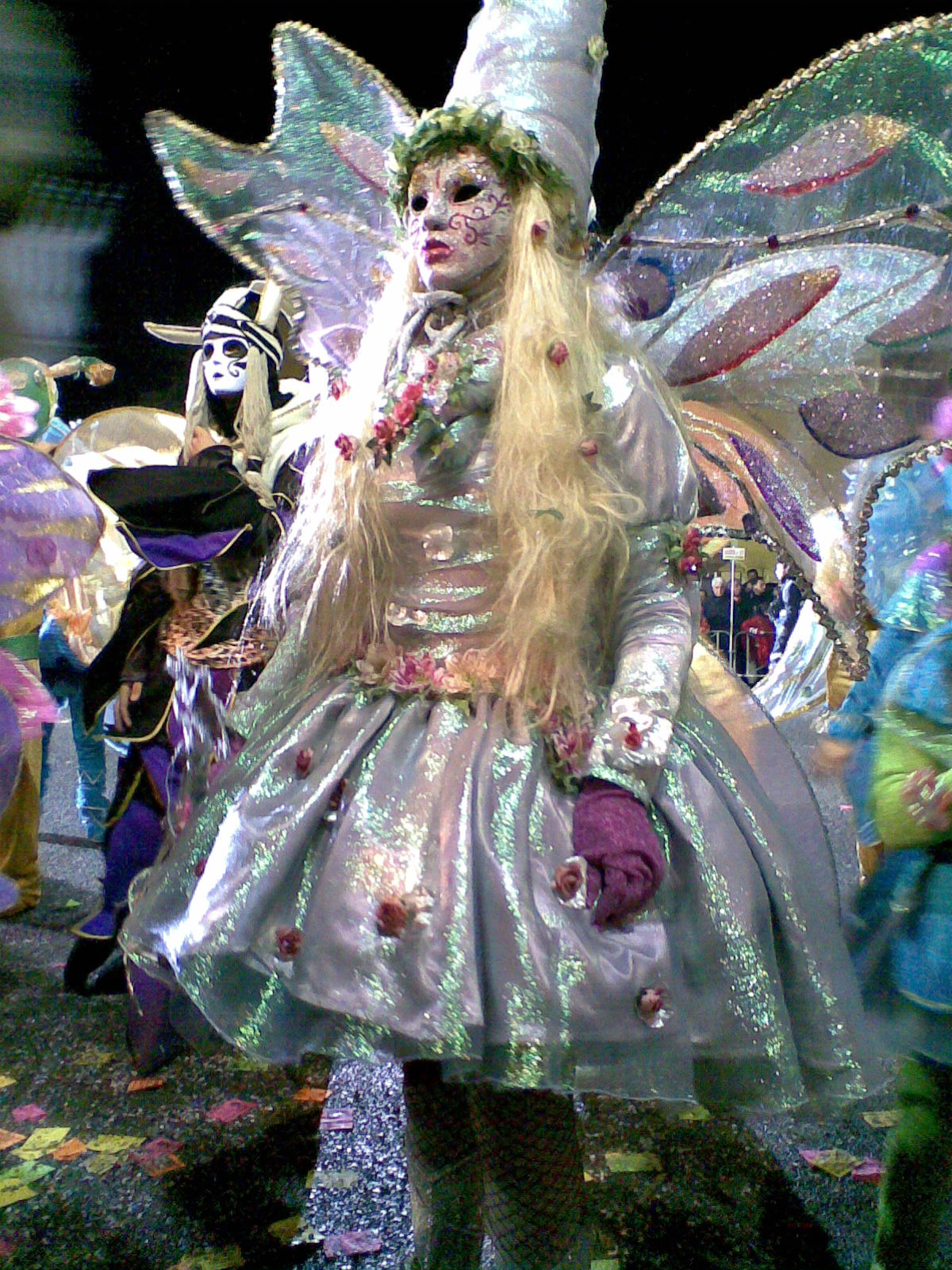
Maschere al Carnevale di Castrovillari - 2008
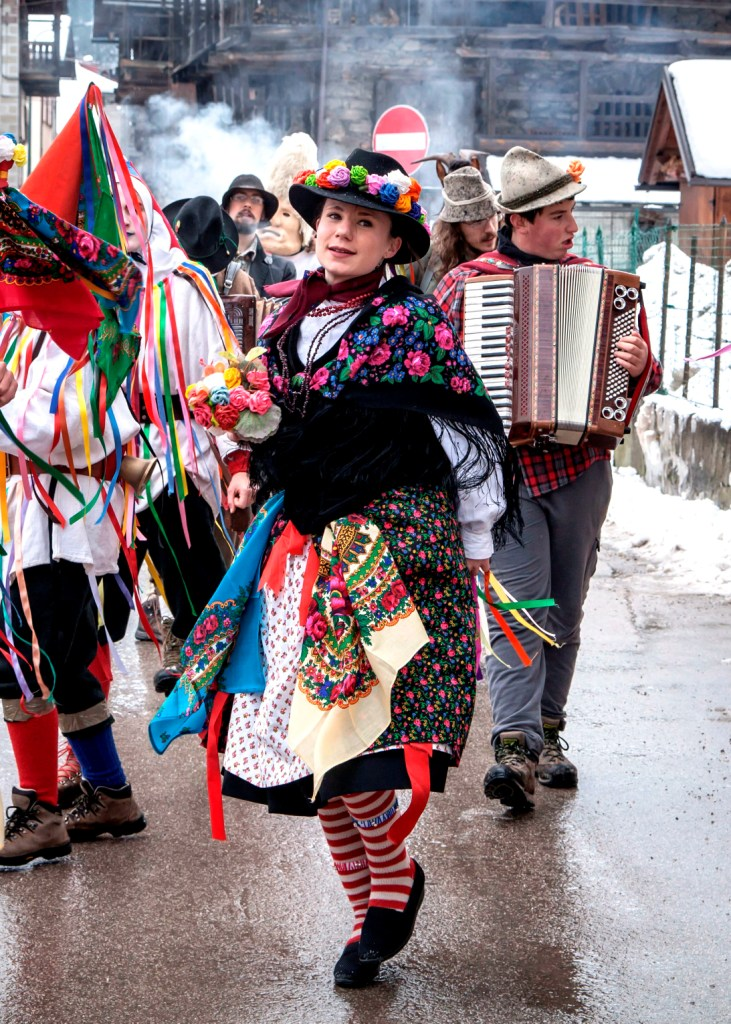
La Žinghenésta il personaggio principale femminile di Canale d'Agordo 2015
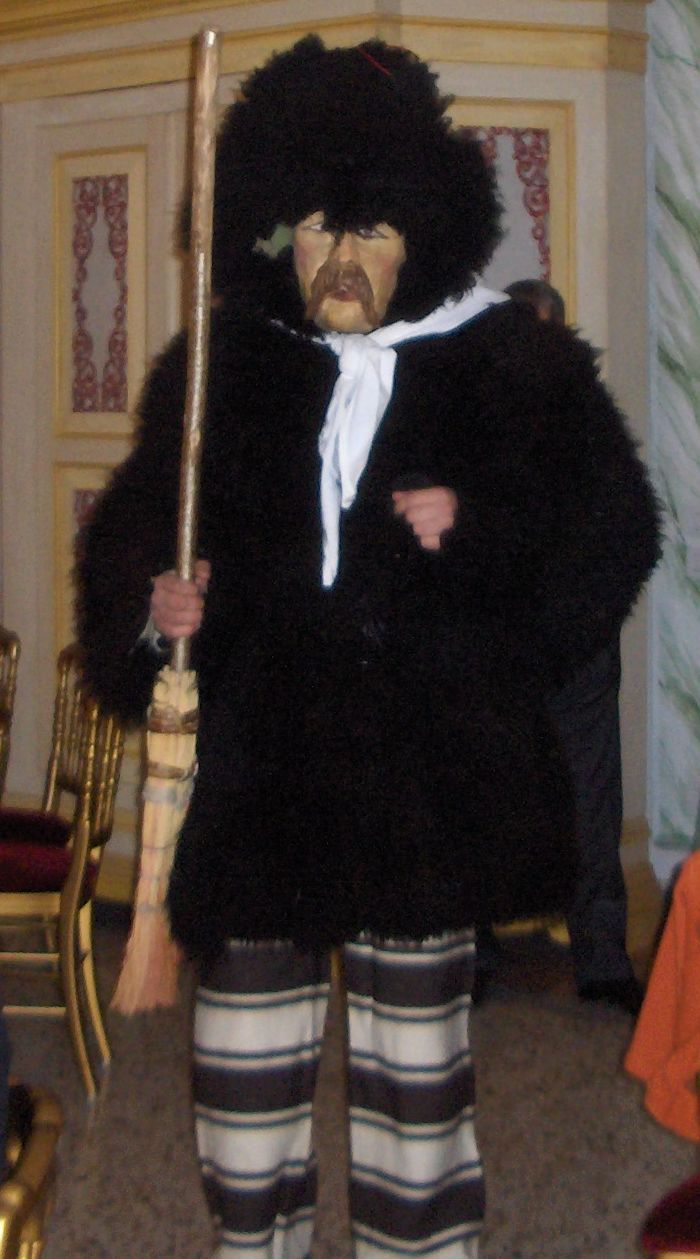
Il Rollate è la maschera guida principale di Sappada
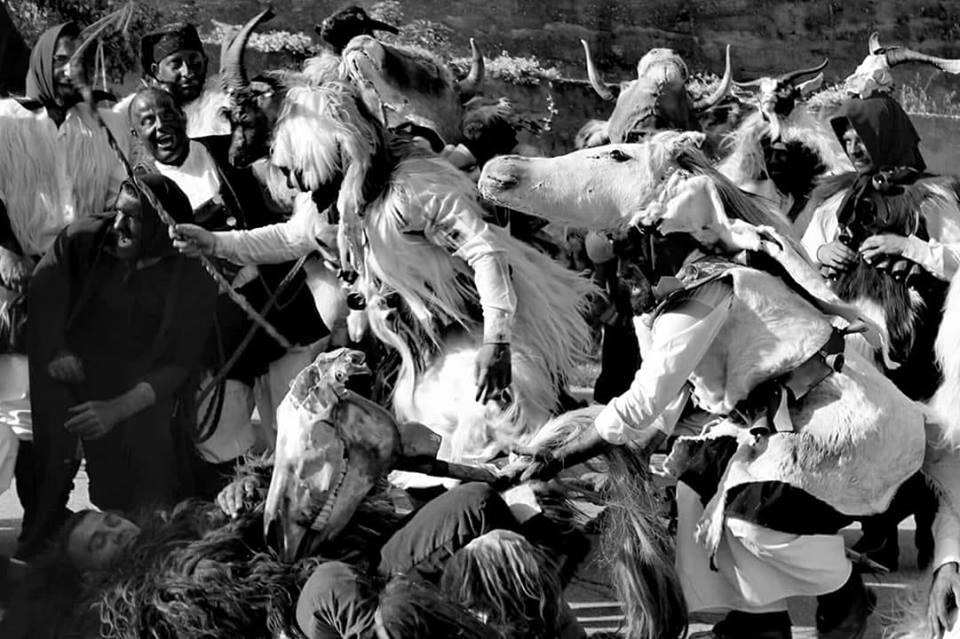
Su Maimulu a Gairo (NU)
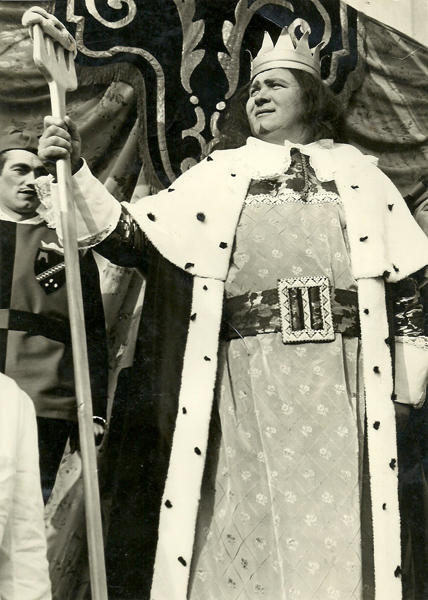
Re Gnocco, maschera caratteristica del Carnevale di Castel Goffredo